# Edison (entreprise)
Pour les articles homonymes, voir Edison.
Edison S.p.A. est une société Italienne spécialisée dans la production et la fourniture d'énergie électrique mais aussi de gaz.

## Historique
La société a été créée à Milan en 1884, par Giuseppe Colombo, pour la production et la distribution de l'énergie électrique dans la capitale lombarde. C'est la plus ancienne d'Europe dans ce secteur d'activité.
À la suite de la nationalisation des entreprises électriques par l'État italien en 1962, qui a permis la création de l'Enel, Edison cessa son activité principale et en 1966 fera l'objet d'une fusion avec le chimiste italien Montecatini pour créer Montedison, une société qui restera spécialisée dans la chimie fine.
Le nom « Edison » réapparaît en 1991, à la suite du changement du nom SELM qui caractérisait la société de services électriques du groupe Montedison.
En 1999 à la suite de la libéralisation du secteur de l'énergie en Italie  (cf directives européennes) les sociétés privées alors présentes en Italie Montedison, Sondel et Fiat Energie fusionnent après une OPA du groupe Fiat sur Montedison qui verra son secteur chimie vendu à l'ENI et la société s'appela simplement Edison, comme à sa création.
La majorité (80 %) est détenue par la société Transalpina di Energia, contrôlée de manière identique par Delmi SpA, une société d'investisseurs institutionnels italiens, et par Électricité de France (EDF).
Delmi S.p.A. est détenue :
- 51 % par A2A, une importante société de services multiutility, née de la fusion de Aem Milan et Aem Brescia avec ASM Brescia,
- 15 % par Enia, la société de services multiutility des provinces de Parme, Plaisance et Reggio d'Émilie,
- 10 % par Sel, la société de services multiutility de la Province de Bolzano,
- 10 % par Dolomiti Energia, la société de services multiutility de la province de Trente
- 14 % par trois organismes financiers : Mediobanca (6 %), Casse d'Épargne de Turin (5 %), Banque Populaire de Milan (3 %).

L'autre actionnaire important de Edison est la société Carlo Tassara avec 10 %.
Edison possède une participation de 50 % dans Edipower SpA, la société italienne qui assure 7,4 % de la consommation italienne d'électricité. Les autres actionnaires de Edipower sont A2A (20 %), le suisse Atel (20 %) et Iride S.p.A. (10 %).
Le 11 mai 2012, la commission européenne a validé la prise de position de EDF à hauteur de près de 50 % du capital, après un an de tractations.
L'OPA obligatoire (du fait du franchissement du seuil de 50 %) d'EDF sur Edison a été couronnée de succès : EDF indique le 07/08/2012 détenir 98,104 % des actions ordinaires d'Edison.
En octobre 2017, le groupe Gas Natural Fenosa annonce la vente de sa filiale italienne, Gas Natural Vendita, à Edison.
En juillet 2019, Edison annonce la vente à Energean Oil and Gas de ses activités d'explorations et de production dans le secteur pétrolier et gazier, qui compte 282 employés, pour environ 1 milliard de dollars. À la suite de l'exclusion de plusieurs actifs et de la chute des cours, la vente d'Energean est revalorisée à environ 284 millions de dollars.

## Actionnaires
EDF possède plus de 98 % des actions.

## Gouvernance
La direction du Groupe Edison est composée d'un Président : Giuliano Zuccoli, d'un administrateur délégué Umberto Quadrino, d'un Chief Operating Officer : Michel Cremieux et d'un Chief Financial Officer : Marco Andreasi.